# Lars Ekborg
Lars Åke Rupert Ekborg (født 6. juni 1926 i Uppsala, død 7. oktober 1969 i Ängelholm) var en svensk skuespiller og sanger. Han var far til skuespilleren Dan Ekborg.

## Udvalgt filmografi
- Jeg er kun ild og luft (1944, ukrediteret)
- Sol, sommer og kærlighed (1948, ukrediteret)
- Lars Hård (1948, ukrediteret)
- Madam Anderssons Kalle (1950)
- Poker (1951)
- Møde med livet (1952)
- Sommeren med Monika (1953)
- Vingeslag i natten (1953)
- Farlig frihed (1954)
- Danse-Salonen (1955)
- Piger uden værelse (1956)
- Det sker i nat (1957)
- Ansigtet (1958)
- Sovekammertyven (1959)
- Halstørklædet (tv-serie, 1962)
- Bryllupsnatten (1964)
- Er svenskerne sådan (1964)
- Hul i broho'det (1965)
- Duet for kannibaler (1969)